# Al-Zakah
Al-Zakah (tiếng Ả Rập: الزكاة, cũng đánh vần al-Zakat) là một ngôi làng Syria nằm trong phó huyện Kafr Zita của huyện Mahardah ở Tỉnh Hama. Theo Cục Thống kê Trung ương Syria (CBS), al-Zakah có dân số 1.771 trong cuộc điều tra dân số năm 2004.